# 雷根古
雷根古是葡萄牙波塔莱格雷区的一个堂区。总面积27.96平方公里，总人口712人，人口密度25.5人/平方公里。